# Quartier-maître général de l'United States Army
Le quartier-maître général de l'United States Army est un officier général qui est responsable du corps des quartiers-maîtres, la branche des quartermasters (bien différents de la notion de quartier-maître de la marine française) de l'United States Army, corps chargé de la logistique de l'armée. Le quartier-maître général ne commande pas les unités des quartiers-maîtres, mais s'occupe principalement de l'entraînement, de la doctrine et du développement professionnel des soldats quartiers-maîtres. Le quartier-maître général sert aussi en tant que général commandant le centre et l'école des quartiers-maîtres (en), au fort Lee (en) en Virginie, et le corps des quartiers-maîtres traditionnel. Le bureau du quartier-maître général a été créé par une résolution du congrès continental le 16 juin 1775, mais le poste reste inoccupé jusqu'au 14 août 1775. Le plus célèbre des quartiers-maîtres généraux est sans doute Nathanael Greene, qui est le troisième quartier-maître général, servant de mars 1778 à août 1780. Le premier quartier-maître général à servir dans l'US Army est Thomas Mifflin de Pennsylvanie.

## Histoire

### XVIIIesiècle
Le poste de quartier-maître général trouve son origine dans l'armée continentale, sur ordre du congrès. Le 16 juin 1775, deux jours après la création de l'armée, le congrès ordonne la création des postes de quartier-maître général et de quartier-maître général adjoint. Pendant cette période, les quartiers-maîtres généraux agiront comme des chefs d'état-major des commandants de l'armée continentale, agissant comme le principal fournisseur et homme d'affaires pour traiter avec les civils, faisant fonctionner et maintenant les lignes de ravitaillement, qui comprennent les routes sur lesquels le transport s'effectue. Ils sont responsables du transport de troupes et de la fourniture du ravitaillement nécessaire à l'installation des camps lorsque les troupes les occupent.
Avec la création du poste, le congrès autorise George Washington  à nommer le premier quartier-maître généra. Il prend un homme parmi ses aides-de-camp, le commandant Thomas Mifflin. Mifflin, un marchand expérimenté de Philadelphie, se révèle un choix de premier ordre, étant confirmé sept fois à ce poste. Mifflin est finalement promu colonel de façon à le retenir sur ce poste.

### XIXesiècle
Quinze officiers on tenu le bureau de quartier-maître général dans l'armée des États-Unis au dix-neuvième siècle. Le premier de ceux-ci, John Wilkins, Jr., est un major général. Deux colonels, James Mullany et George Gibson, on le poste entre le 29 avril 1816 et le 14 avril 1818. Les douze autres quartiers-maître sont des brigadiers généraux. De 1860 jusqu'à la fin du siècle, le bureau du quartier-maître général est détenu par des officiers qui ont servi lors le la guerre de Sécession.
Le brigadier général Joseph E. Johnston a le poste du 28 juin 1860 jusqu'à sa démission de quartier-maître général et de brigadier général de l'armée des États-Unis le 22 avril 1861. Johnston est nommé général plein de l'armée des États confédérés le 31 août 1861. Adhérant à l'idéologie du droit des États, les quartiers-maîtres de chaque État confédéré exerce une autonomie considérable issue de leur quartier-maître général national. Au sein de leur juridiction, ces officiers confédérés exercent des pouvoirs équivalent à ceux du quartier-maître général de l'Union. Le quartier-maître général de la Géorgie Ira Roe Foster (en) est, peut-être, le meilleur exemple d'un quartier-maître confédéré exerçant un pouvoir considérable sur la production et le ravitaillement dans son État. Le brigadier général Montgomery C. Meigs succède à Johnston le 15 mai 1861. Meigs est né à Augusta en Géorgie mais adhère à l'Union pendant la guerre de Sécession. Meigs sert tout au long de la guerre de Sécession et jusqu'en 1882. Il prend sa retraite le 6 février 1882. Ses contemporains tels que le secrétaire d'État des États-Unis William H. Seward et les historiens donne un crédit considérable à la victoire de l'Union grâce au travail de Meigs pour avoir ravitaillé convenablement et à temps l'armée de l'Union.

Pendant une période de dix jours, du 13 au 23 février 1882, un autre vétéran de la guerre de Sécession, Daniel H. Rucker, est quartier-maître général. À la fin de ses brèves fonctions, Rucker prend sa retraite de l'armée des États-Unis. Rufus Ingalls, un brigadier général breveté et quartier-maître de toutes les forces de l'armée de l'Union prend le siège de Petersburg succède à Rucker. Ingalls tient aussi le poste brièvement, servant entre le 23 février 1883 et le 1er juillet 1883, quand il prend aussi sa retraite.  Un autre brigadier général breveté de l'armée de l'Union, Samuel B. Holabird, qui était le chef quartier-maître du département de l'Union du golfe pendant la plupart de la guerre de Sécession, succède à Ingalls. Holabird est quartier-maître général ente le 1er juillet 1883 et le 16 juin 1890. Richard Napoleon Batchelder (en), quartier-maître du IIe corps de l'armée de l'Union et récipiendaire de la médaille d'honneur, succède à Holabird. Il tient le bureau entre le 26 juin 1890 et le 27 juillet 1896.
Un autre brigadier général breveté qui a servi en tant que quartier-maître du IIe corps avant Batchelder, comme chef quartier-maître du corps de cavalerie de l'armée du Potomac, comme quartier-maître pendant la campagne de la Red River et comme chef quartier-maître de la division militaire de l'ouest du Mississippi, Charles G. Sawtelle, succède à Batchelder. Il sert entre le 19 août 1896 et le 16 février 1897. George H. Weeks, qui a servi comme quartier-maître dans le IIIe corps de l'armée de l'Union et à Albany, dans l'État de New York, plus tard dans la guerre, tient le bureau entre le 6 février 1897 et la date de sa retraite le 3 février 1898.
Le dernier quartier-maître général du XIXe siècle est Marshall I. Ludington (en), qui assume ses fonctions le 3 février 1898, trois mois avant la guerre hispano-américaine. Ludington a servi comme quartier-maître divisionnaire de l'armée du Potomac. Il est critiqué pour l'état d'impréparation général de l'armée des États-Unis pendant la guerre hispano-américaine, qui a reçu de maigres fonds et a été maintenue petite pendant la longue période de paix, à l'exception des petites guerres indiennes après la guerre de Sécession. Ludington réussit à améliorer la situation du ravitaillement de l'armée des États-Unis à un niveau adéquat en quelques mois après le début de la guerre. Le 12 avril 1903, Ludington est promu major général et prend sa retraite le lendemain.

### XXesiècle

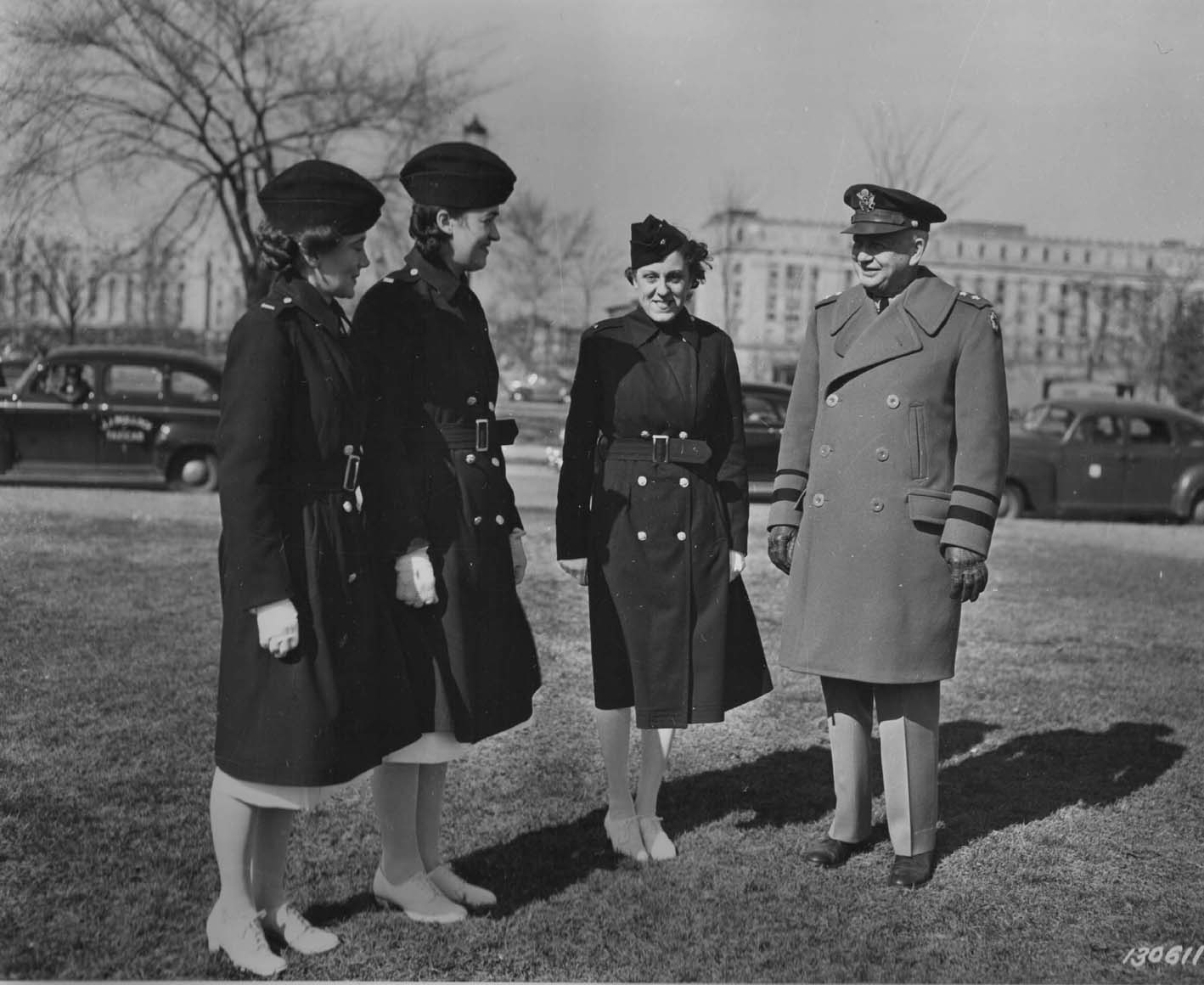
Quartier-maître général, major général Gregory discute des habits des infirmières de l'armée avec les lieutenant Alice Montgomery, lieutenant Josephine Etz, et lieutenant Leophile Bouchard, du Walter Reed Hospital. Le quartier-maître général est responsable du ravitaillement de toutes les branches de l'armée.

Le 30 juillet 1999, le major général Hawthorne L. Proctor est nommé comme 46e quartier-maître général. Il est le premier Afro-Américain à tenir ce poste.

### XXIesiècle
Le colonel Gwen Bingham (en) devient la première femme quartier-maître général de l'armée lorsqu'elle assume le commandement du corps des quartiers-maîtres, succédant au brigadier général Jesse Cross le 23 novembre 2010 Bingham est promue brigadier général en avril 2011.

## Liste des quartiers-maîtres généraux de l'armée
| Nom                         | Photo | Début             | Fin               |
| --------------------------- | ----- | ----------------- | ----------------- |
| MG Thomas Mifflin           |       | 4 août 1775       | 16 mai 1776       |
| COL Stephen Moylan          |       | 5 juin 1776       | 27 septembre 1776 |
| MG Thomas Mifflin           |       | 1er octobre 1776  | 17 novembre 1777  |
| MG Nathanael Greene         |       | 2 mars 1778       | 5 août 1780       |
| COL Timothy Pickering       |       | 5 août 1780       | 25 juillet 1785   |
| Samuel Hodgdon              |       | 4 mars 1791       | 19 avril 1792     |
| James O'Hara                |       | 19 avril 1792     | 1er mai 1796      |
| MG John Wilkins, Jr.        |       | 1er juin 1796     | 1er juin 1802     |
| BG Morgan Lewis             |       | 3 avril 1812      | 2 mars 1813       |
| BG Robert Swartwout         |       | 21 mars 1813      | 5 juin 1816       |
| COL James Mullany           |       | 29 avril 1816     | 14 avril 1818     |
| COL George Gibson           |       | 29 avril 1816     | 14 avril 1818     |
| BG Thomas S. Jesup          |       | 8 mai 1818        | 10 juin 1860      |
| BG Joseph E. Johnston       |       | 20 juin 1860      | 22 avril 1861     |
| BG Montgomery C. Meigs      |       | 15 mai 1861       | 6 février 1882    |
| BG Daniel H. Rucker         |       | 13 février 1882   | 23 février 1882   |
| BG Rufus Ingalls            |       | 23 février 1882   | 1er juillet 1883  |
| BG Samuel B. Holabird       |       | 1er juillet 1883  | 16 juin 1890      |
| BG Richard Batchelder       |       | 26 juin 1890      | 27 juillet 1896   |
| BG Charles G. Sawtelle      |       | 19 août 1896      | 16 février 1897   |
| BG George H. Weeks          |       | 16 février 1897   | 3 février 1898    |
| BG Marshall I. Ludington    |       | 3 février 1898    | 12 avril 1903     |
| BG Charles F. Humphrey      |       | 12 avril 1903     | 1er juillet 1907  |
| MG James B. Aleshire        |       | 1er juillet 1907  | 12 septembre 1916 |
| MG Henry G. Sharpe          |       | 16 septembre 1916 | 21 juillet 1918   |
| MG Harry L. Rogers          |       | 22 juillet 1918   | 27 août 1922      |
| MG William H. Hart          |       | 28 août 1922      | 2 janvier 1926    |
| MG B. Frank Cheatham        |       | 3 janvier 1926    | 17 janvier 1930   |
| MG John L. DeWitt           |       | 3 février 1930    | février 1934      |
| MG Louis H. Bash            |       | 3 février 1934    | 31 mars 1936      |
| MG Henry Gibbins            |       | 1er avril 1936    | 31 mars 1940      |
| LTG Edmund B. Gregory       |       | 1er avril 1940    | 31 janvier 1946   |
| MG Thomas B. Larkin         |       | 1er février 1946  | 21 mars 1949      |
| MG Herman Feldman           |       | 21 mars 1949      | 28 septembre 1951 |
| MG George A. Horkan         |       | 5 octobre 1951    | 31 janvier 1954   |
| MG Kester L. Hastings       |       | 5 février 1954    | 31 mars 1957      |
| MG Andrew T. McNamara       |       | 12 juin 1957      | 12 juin 1961      |
| MG Webster Anderson         |       | 12 juin 1961      | 31 juillet 1962   |
| MG Harry L. Dukes, Jr.      |       | 15 juillet 1981   | 29 mars 1984      |
| MG Eugene L. Stillions, Jr. |       | 29 mars 1984      | 4 juin 1987       |
| MG William T. McLean        |       | 15 juin 1987      | 4 juillet 1989    |
| MG Paul J. Vanderploog      |       | 14 juillet 1989   | 3 juin 1991       |
| BG John J. Cusick           |       | 24 juillet 1991   | 3 août 1993       |
| MG Robert K. Guest          |       | 3 août 1993       | 21 juin 1996      |
| MG Henry T. Glisson         |       | 21 juin 1996      | 10 juin 1997      |
| MG James M. Wright          |       | 10 juin 1997      | 30 juillet 1999   |
| MG Hawthorne L. Proctor     |       | 30 juillet 1999   | 11 juillet 2001   |
| MG Terry E. Juskowiak       |       | 11 juillet 2001   | 16 mai 2003       |
| BG Scott G. West            |       | 16 mai 2003       | 11 août 2005      |
| BG Mark A. Bellini          |       | 11 août 2005      | 26 octobre 2007   |
| BG Jesse R. Cross           |       | 26 octobre 2007   | 22 novembre 2010  |
| BG Gwen Bingham             |       | 22 novembre 2010  | 30 août 2012      |
| BG John E. O'Neil IV        |       | 14 juin 2013      | 9 juin 2014       |
| BG Ronald Kirklin           |       | 9 juin 2014       | 10 juin 2016      |
| BG Rodney D. Fogg           |       | 10 juin 2016      | actuel            |